# Thomas Schmidt (Komiker)
Thomas Schmidt (* 1985) ist ein deutscher Stand-up-Comedian.

## Arbeit

### Bühne & TV
Thomas Schmidt ist seit 2014 als Stand-up-Comedian tätig und bekannt aus Live-Shows wie NightWash oder dem Quatsch Comedy Club.
Im Fernsehen war er unter anderem bei den Formaten Nuhr ab 18 von und mit Dieter Nuhr, STAND UP! 3000, Comedy Roast Battle und Der Comedy Roadtrip von Comedy Central.
Mit seinem Solo-Programm Alles kann, nichts muss! war er von 2017 bis 2020 auf Tour. 2024 feierte er im Zuge des Cologne Comedy Festivals Premiere seines aktuellen Solo-Titels bitter sweet symapthy.

### Podcast
Zwischen Juli 2017 und November 2020 produzierte Schmidt in Zusammenarbeit mit Thomas Spitzer 170 Folgen des Podcasts Comedy Gold.
Als Gast zu hören, war er unter anderem bei Good Vibes Only, Schwaadlappen und beim Boing! Comedy Podcast.

### Twitch
Während der Corona-Pandemie war der Comedian unter dem Namen Schmeido regelmäßig live auf der Streamingplattform Twitch zu sehen.

### Preise und Wettbewerbe (Auszug)
(Quelle: )
- 2× 1. Platz Frischfleischcomedy (2014, 2015)
- Finalteilnahme NightWash Talent Award (2015)
- 1. Platz Frischfleisch Master „Hackfresse“ (2016)
- 1. Platz 52. Stuttgarter Comedy Clash (2017)
- Finalteilnahme RTL Comedy Grand Prix (2017)
- Finalteilnahme 16. Hamburger Comedy Pokal (2018)[4]
- Finale "Kleiner Hurz": 8. Hurz Recklinghausen (2024)[5]